# Waalse Gewestraad (samenstelling 1981-1985)
Dit is de lijst van de leden van de Waalse Gewestraad in de legislatuur 1981-1985. De Franse Gemeenschapsraad was de voorloper van het Waals Parlement en werd nog niet rechtstreeks verkozen.
De legislatuur 1981-1985 telde 106 leden. Dit waren de 70 leden van de Franse taalgroep uit de Kamer van volksvertegenwoordigers verkozen bij de verkiezingen van 8 november 1981 en de 36 rechtstreeks gekozen leden van de Franse taalgroep uit de Belgische Senaat, eveneens verkozen op 8 november 1981. De verkozenen voor de kieskring Brussel hoorden daar niet bij, omdat deze kieskring niet tot het Waals Gewest behoort. 
De legislatuur ging van start op 23 december 1981 en eindigde op 3 september 1985.
De Waalse Gewestraad controleerde die legislatuur achtereenvolgens de werking van de Waalse Regering-Dehousse I (december 1981 - januari 1982), de Regering-Damseaux (januari - oktober 1982) en de Regering-Dehousse II (oktober 1982 - december 1985). Al deze regeringen steunden op een meerderheid gevormd door PS, PRL en PSC. De oppositie bestond dus uit RW, Ecolo en PCB.

## Samenstelling
| Fractie | Fractie      | Zetels |
| ------- | ------------ | ------ |
|         | PS           | 49     |
|         | PRL          | 28     |
|         | PSC          | 22     |
|         | RW-Ecolo-PCB | 7      |

## Lijst van de parlementsleden
| Volksvertegenwoordiger          | Partij | Kieskring                                   | Opmerkingen |
| ------------------------------- | ------ | ------------------------------------------- | --- |
| Valmy Féaux                     | PS     | Nijvel                                      | |
| Louis Michel                    | PRL    | Nijvel                                      | |
| Serge Kubla                     | PRL    | Nijvel                                      | Voorzitter van de PRL-fractie. |
| Mathilde Boniface               | RW     | Nijvel                                      | Voorzitter van de RW-Ecolo-PCB-fractie. |
| Didier Bajura                   | PCB    | Nijvel                                      | Vervangt vanaf 19 oktober 1983 Jacques Nagels, die lid wordt van het Politiek Bureau van de PCB en dit niet wil combineren met het mandaat van parlementslid.                                               |
| Philippe Maystadt               | PSC    | Charleroi-Thuin                             | |
| Gérard le Hardÿ de Beaulieu     | PSC    | Charleroi-Thuin                             | |
| Philippe Busquin                | PS     | Charleroi-Thuin                             | |
| Roland Lemoine                  | PS     | Charleroi-Thuin                             | Vervangt vanaf 28 juni 1984 Ernest Glinne, die lid wordt van het Europees Parlement. Glinne zelf verving van 3 mei 1983 tot 28 juni 1984 Jean-Claude Van Cauwenberghe, die burgemeester van Charleroi werd. |
| Jean-Pol Henry                  | PS     | Charleroi-Thuin                             | Vervangt vanaf 3 mei 1983 Jacques Van Gompel, die schepen van Charleroi wordt. |
| André Baudson                   | PS     | Charleroi-Thuin                             | |
| Marc Harmegnies                 | PS     | Charleroi-Thuin                             | |
| Jacques Collart                 | PS     | Charleroi-Thuin                             | |
| Etienne Knoops                  | PRL    | Charleroi-Thuin                             | |
| Charles Petitjean               | PRL    | Charleroi-Thuin                             | |
| Albert Liénard                  | PSC    | Bergen-Zinnik                               | |
| Robert Urbain                   | PS     | Bergen-Zinnik                               | |
| Yvon Biefnot                    | PS     | Bergen-Zinnik                               | |
| Yvon Harmegnies                 | PS     | Bergen-Zinnik                               | |
| Maurice Lafosse                 | PS     | Bergen-Zinnik                               | |
| Jacqueline Ghevaert-Croquet     | PRL    | Bergen-Zinnik                               | Vervangt vanaf 5 februari 1985 de overleden Jacques Mevis. Mevis zelf verving van 28 juni 1983 tot 19 december 1984 Michel Tromont, die provinciegouverneur van Henegouwen werd.                            |
| René Jérôme                     | PSC    | Bergen-Zinnik                               | |
| Richard Gondry                  | PS     | Bergen-Zinnik                               | |
| Jean Delhaye                    | PS     | Bergen-Zinnik                               | |
| Guy Pierard                     | PRL    | Bergen-Zinnik                               | Voorzitter van de commissie Economisch Beleid, Energie en Werk. |
| Albert Lernoux                  | PSC    | Charleroi-Thuin                             | |
| Willy Burgeon                   | PS     | Charleroi-Thuin                             | Secretaris vanaf 26 januari 1983. |
| Paul Henrotin                   | PRL    | Charleroi-Thuin                             | Vervangt vanaf 25 september 1984 Daniel Ducarme, die lid wordt van het Europees Parlement. |
| Jean-Pierre Detremmerie         | PSC    | Doornik-Aat-Moeskroen                       | |
| Marc Lestienne                  | PSC    | Doornik-Aat-Moeskroen                       | |
| Jean-Baptiste Delhaye           | PS     | Doornik-Aat-Moeskroen                       | |
| Jean-Pierre Perdieu             | PS     | Doornik-Aat-Moeskroen                       | |
| Georgette Brenez                | PS     | Doornik-Aat-Moeskroen                       | |
| André Bertouille                | PRL    | Doornik-Aat-Moeskroen                       | |
| Denis D'hondt                   | PRL    | Doornik-Aat-Moeskroen                       | |
| Guy Coëme                       | PS     | Hoei-Borgworm                               | |
| Robert Collignon                | PS     | Hoei-Borgworm                               | Voorzitter van de commissie Ruimtelijke Ordening, Landelijke Vernieuwing en Natuurbehoud. |
| Daniel Fedrigo                  | PCB    | Hoei-Borgworm                               | |
| Jean-Pierre Grafé               | PSC    | Luik                                        | |
| Michel Hansenne                 | PSC    | Luik                                        | |
| André Cools                     | PS     | Luik                                        | Parlementsvoorzitter. |
| Claude Dejardin                 | PS     | Luik                                        | |
| Guy Mathot                      | PS     | Luik                                        | |
| Alain Van der Biest             | PS     | Luik                                        | Voorzitter van de PS-fractie tot 8 november 1983. |
| Gaston Onkelinx                 | PS     | Luik                                        | |
| Jean Mottard                    | PS     | Luik                                        | |
| Edmond Rigo                     | PS     | Luik                                        | Rigo overlijdt op 24 augustus 1985, maar wordt niet meer vervangen. |
| Jean Gol                        | PRL    | Luik                                        | |
| Jean Defraigne                  | PRL    | Luik                                        | |
| Philippe Monfils                | PRL    | Luik                                        | |
| Henri Mordant                   | RW     | Luik                                        | |
| José Daras                      | Ecolo  | Luik                                        | |
| Melchior Wathelet               | PSC    | Verviers                                    | |
| Albert Gehlen                   | PSC    | Verviers                                    | |
| Yvan Ylieff                     | PS     | Verviers                                    | Voorzitter van de PS-fractie vanaf 8 november 1983. |
| André Damseaux                  | PRL    | Verviers                                    | |
| Alfred Evers                    | PRL    | Verviers                                    | |
| Charles-Ferdinand Nothomb       | PSC    | Aarlen-Marche-Bastenaken-Neufchâteau-Virton | |
| Jacques Santkin                 | PS     | Aarlen-Marche-Bastenaken-Neufchâteau-Virton | Vervangt vanaf 25 september 1984 Marcel Remacle, die lid wordt van het Europees Parlement. |
| Louis Olivier                   | PRL    | Aarlen-Marche-Bastenaken-Neufchâteau-Virton | |
| Joseph Michel                   | PSC    | Aarlen-Marche-Bastenaken-Neufchâteau-Virton | |
| Jean Militis                    | PRL    | Aarlen-Marche-Bastenaken-Neufchâteau-Virton | |
| Emile Wauthy                    | PSC    | Namen-Dinant-Philippeville                  | |
| Roger Delizée                   | PS     | Namen-Dinant-Philippeville                  | Secretaris tot 26 januari 1983 en ondervoorzitter vanaf 26 januari 1983. |
| Charles Cornet d'Elzius         | PRL    | Namen-Dinant-Philippeville                  | Voorzitter van de commissie Leefmilieu en Waterbeleid. |
| Léon Remacle                    | PSC    | Namen-Dinant-Philippeville                  | |
| Robert Denison                  | PS     | Namen-Dinant-Philippeville                  | |
| Bernard Anselme                 | PS     | Namen-Dinant-Philippeville                  | |
| Charles Poswick                 | PRL    | Namen-Dinant-Philippeville                  | |
| Jean Barzin                     | PRL    | Namen-Dinant-Philippeville                  | |
| René Basecq                     | PS     | Nijvel                                      | Voorzitter van de commissie Financiën, Begroting en Administratie vanaf 3 juni 1982. |
| André Jandrain                  | PS     | Nijvel                                      | |
| Charles Aubecq                  | PRL    | Nijvel                                      | Ondervoorzitter vanaf 20 oktober 1982. |
| Pierre Mainil                   | PSC    | Bergen-Zinnik                               | |
| Fernand Delmotte                | PS     | Bergen-Zinnik                               | |
| Edgard Hismans                  | PS     | Bergen-Zinnik                               | |
| Jules Vercaigne                 | PCB    | Bergen-Zinnik                               | |
| André Lagneau                   | PRL    | Bergen-Zinnik                               | |
| Alfred Califice                 | PSC    | Charleroi-Thuin                             | Voorzitter van de commissie Huisvesting. |
| Jacques Hoyaux                  | PS     | Charleroi-Thuin                             | Tot 26 januari 1983 ondervoorzitter en voorzitter van de commissie Ondergeschikte Bevoegdheden en Buitenlandse Betrekkingen.                                                                                |
| Théophile Toussaint             | PS     | Charleroi-Thuin                             | |
| Nestor-Hubert Pécriaux          | PS     | Charleroi-Thuin                             | |
| Claudette Coorens               | PS     | Charleroi-Thuin                             | |
| Jacqueline Mayence-Goossens     | PRL    | Charleroi-Thuin                             | |
| Jean-Marie Hamelle              | Ecolo  | Charleroi-Thuin                             | Vervangt vanaf 29 april 1985 de overleden Simone Jortay-Lemaire. |
| Jean Kevers                     | PSC    | Doornik-Aat-Moeskroen                       | |
| Guy Spitaels                    | PS     | Doornik-Aat-Moeskroen                       | |
| Pierre Descamps                 | PRL    | Doornik-Aat-Moeskroen                       | |
| Huberte Hanquet                 | PSC    | Luik                                        | |
| Charles Minet                   | PS     | Luik                                        | Vervangt vanaf 17 oktober 1984 Irène Pétry, die rechter aan het Arbitragehof wordt. |
| Jean-Maurice Dehousse           | PS     | Luik                                        | |
| Freddy Donnay                   | PS     | Luik                                        | |
| Gaston Paque                    | PS     | Luik                                        | Voorzitter van de commissie Financiën, Begroting en Administratie tot 3 juni 1982. |
| Pierre Clerdent                 | PRL    | Luik                                        | |
| Joseph Remacle Bonmariage       | PRL    | Luik                                        | Vervangt vanaf 17 oktober 1984 Jacques Wathelet, die rechter aan het Arbitragehof wordt. |
| Fernand Hubin                   | PS     | Hoei-Borgworm                               | Vanaf 26 januari 1983 voorzitter van de commissie Ondergeschikte Bevoegdheden en Buitenlandse Betrekkingen.                                                                                                 |
| Henri Mouton                    | PS     | Hoei-Borgworm                               | |
| Pierre Wintgens                 | PSC    | Verviers                                    | Vervangt vanaf 5 maart 1985 de overleden Georges Gramme. |
| Jean Gillet                     | PRL    | Verviers                                    | |
| Colette Saive-Boniver           | Ecolo  | Verviers                                    | Vervangt vanaf 26 januari 1983 Alphonse Royen, die uit ontevredenheid ontslag neemt. |
| Guy Lutgen                      | PSC    | Aarlen-Marche-Bastenaken-Neufchâteau-Virton | Secretaris. |
| Marie-Thérèse Godinache-Lambert | PRL    | Aarlen-Marche-Bastenaken-Neufchâteau-Virton | |
| André Tilquin                   | PSC    | Namen-Dinant-Philippeville                  | Voorzitter van de PSC-fractie. |
| Jean-Baptiste Poulain           | PS     | Namen-Dinant-Philippeville                  | |
| Robert Belot                    | PS     | Namen-Dinant-Philippeville                  | |
| Jules Doumont                   | PRL    | Namen-Dinant-Philippeville                  | Vervangt vanaf 17 oktober 1984 Michel Toussaint, die lid wordt van het Europees Parlement. Toussaint was ondervoorzitter tot 20 oktober 1982.                                                               |